# Katastrofa lotu Santa Barbara Airlines 518
Katastrofa lotu Santa Barbara Airlines 518 miała miejsce 21 lutego 2008 roku w Wenezueli. Lecący z Méridy na zachodzie kraju samolot typu ATR 42 linii Santa Bárbara Airlines, lot nr 518, miał wylądować w Caracas. W trakcie lotu spadł na dżunglę o godzinie 17:00 czasu miejscowego. W wyniku katastrofy zginęło 46 osób – wszyscy na pokładzie.

## Ofiary katastrofy
| Kraj              | Pasażerowie | Załoga | Razem |
| ----------------- | ----------- | ------ | ----- |
| Wenezuela         | 39          | 3      | 42    |
| Kolumbia          | 3           | 0      | 3     |
| Stany Zjednoczone | 1           | 0      | 1     |
| Razem             | 43          | 3      | 46    |

## Przyczyny katastrofy
Załoga samolotu przed startem nie odczytała listy startowej i nie odczekała okresu, w którym testuje się elektroniczny system nawigacyjny z podłączonymi do niego żyroskopami. W wyniku pośpiechu i pominięcia wykonania listy przedstartowej oraz ruszeniu maszyny z miejsca – kapitan Aldino Garanito Gomez i drugi pilot Denis Ferreira Quintal wystartowali z wyłączonym systemem nawigacyjnym. Po wzniesieniu się i wleceniu w warstwę chmur – załoga utraciła orientację przestrzenną. Kierując się tylko busolą magnetyczną załoga utraciła właściwy kierunek lotu i skierowała samolot w kierunku pasma górskiego. Niewłaściwa reakcja sterami po alarmie z systemu TAWS spowodowała uderzenie samolotu w zbocze góry.